# ペーター・シュトゥールマッハー
ペーター・シュトゥールマッハー（ドイツ語: Peter Stuhlmacher、1932年1月18日 - 2025年4月5日）は、ドイツの福音主義(ルター派)神学者、新約聖書学者。1972年から2000年までテュービンゲン大学福音主義神学部新約聖書学教授として在任した。

## 経歴
シュトゥールマッハーは東独ザクセン州ライプツィヒにあったライプツィヒ・トーマス学校(古典語ギムナジウム)に進学し、1951年にシュトゥットガルトでアビトゥーア(大学入学資格試験)に合格。引き続き、彼は1958年までテュービンゲン大学で福音主義神学を学んだ。
1959年から1968年までテュービンゲン大学福音主義神学部で学術助手を務め、1962年に神学博士号を授与された。1967年に新約聖書研究で大学教授資格ハビリタツィオンを取得している。1968年から1972年までエアランゲン大学で新約聖書神学講座の教授職に在任。1972年にテュービンゲン大学福音主義神学部に復帰した。2000年に定年退職するまでテュービンゲン大学で新約聖書学講座教授として在任した。
2025年4月5日に死去。93歳没。

## 業績
- 使徒パウロに関する研究よって、 シュトゥールマッハーは新約聖書学者として国際的な名声を得ていた。その後、学問的に考察された聖書解釈の方法論に拠りながら、旧約聖書学者ハルトムート・ゲーゼと連携しながら聖書神学という概念を彼は発展させた。シュトゥールマッハーが提起する聖書神学という概念は学問的聖書解釈を霊的聖書解釈によって補うことである。ヴュルテンベルク福音主義州教会前監督で保守的敬虔主義者のテオ・ゾルグとの共著『十字架の言葉』において、シュトゥールマッハーはイエス・キリストの死に関する贖罪思想を否定するフェミニスト神学者たちの主張を厳しく批判している。この共著『十字架の言葉』は聖金曜日 (受難日)の説教をテーマにしている。
- シュトゥールマッハーにとって、聖書解釈、福音主義教会と宣教は密接につながって存在している。例えば、初代教会のキリスト者たちを模範とした教会による熱心な導きを彼は支持した。最古の共同体形態として家庭集会を強く推奨し、新約聖書の中心的主題として宣教を強調している。このような信念に基づいて、シュトゥールマッハーは福音主義教会内の敬虔主義者グループである生ける信徒共同体との結びつきを強めている。1990年代において、シュトゥールマッハーは新約聖書における聖書神学における全体像を明らかにした。そこにおいて彼の聖書解釈が集成されており、大きな注目を集めた。
- シュトゥールマッハーはルドルフ・ブルトマンの反対者である。

## 著書
- Gerechtigkeit Gottes bei Paulus (FRLANT 87), Göttingen 1965
- Das paulinische Evangelium. I. Vorgeschichte (FRLANT 95), Göttingen 1968
- Schriftauslegung auf dem Weg zur biblischen Theologie, Göttingen 1975
- Der Brief an Philemon (EKK, Bd. 18), Neukirchen-Vluyn 1975 (3. Auflage 2004)
- Vom Verstehen des Neuen Testaments. Eine Hermeneutik, Grundrisse zum Neuen Testament, NTD Ergänzungsreihe (Band 6), Göttingen 1979 (2. Auflage 1986)
- zusammen mit Helmut Claß: Das Evangelium von der Versöhnung in Christus, Stuttgart 1979
- Versöhnung, Gesetz und Gerechtigkeit. Aufsätze zur biblischen Theologie, Göttingen 1981
- Jesus von Nazareth - Christus des Glaubens, Stuttgart 1988
- Der Brief an die Römer (NTD 6), Göttingen 1989 (15. Auflage 1998)
- Grundlegung. Von Jesus zu Paulus, Biblische Theologie des Neuen Testaments (Band 1), Göttingen 1992 (3. Auflage 2005)
- Wie treibt man Biblische Theologie?, Biblisch-Theologische Studien 24, Neukirchen-Vluyn 1995
- zusammen mit Theo Sorg: Das Wort vom Kreuz. Zur Predigt am Karfreitag, Calwer Taschenbibliothek Band 52, Stuttgart 1996
- Evangelium - Schriftauslegung - Kirche. Festschrift für Peter Stuhlmacher zum 65. Geburtstag, herausgegeben von J. Ådna, S. J. Hafemann, Otfried Hofius, Göttingen 1997
- Was geschah auf Golgatha?, Stuttgart 1998
- Von der Paulusschule bis zur Johannesoffenbarung. Der Kanon und seine Auslegung, Biblische Theologie des Neuen Testaments (Band 2), Göttingen 1999 (1. Auflage)
- Biblische Theologie und Evangelium. Gesammelte Aufsätze, (WUNT 146), Tübingen 2002
- Die Verkündigung des Christus Jesus, Wuppertal 2003
- Die Geburt des Immanuel. Die Weihnachtsgeschichten aus dem Lukas- und Matthäusevangelium, Göttingen 2005